# Sinupharus combieri
Sinupharus combieri is een tweekleppigensoort uit de familie van de Pharidae. De wetenschappelijke naam van de soort is voor het eerst geldig gepubliceerd in 1946 door Fischer-Piette & Nicklès.